# Немыт
Немыт (устар. Немыд, Ниомут) — река в России, течёт по территории Усть-Вымского района Республики Коми. Устье реки находится в 6 км по правому берегу реки Шежамка. Длина реки составляет 25 км.

## Данные водного реестра
По данным государственного водного реестра России относится к Двинско-Печорскому бассейновому округу, водохозяйственный участок реки — Вычегда от города Сыктывкар и до устья, речной подбассейн реки — Вычегда. Речной бассейн реки — Северная Двина.
Код объекта в государственном водном реестре — 03020200212103000022903.